# Aergo Capital
 (mai 2025).
Aergo Capital Limited est une société irlandaise de location et de commerce d'avions fondée en 1999. Initialement créée par Denis O'Brien et Fred Browne, en octobre 2014 Aergo Capital s'est associée à CarVal Investors et est désormais sous la propriété de fonds gérés par Carval Investors,.  
À la fin de 2014, Aergo avait apparemment « échangé plus de 150 avions » avec plus de 50 compagnies aériennes. En 2017, ces compagnies aériennes incluaient Ethiopian Airlines, South African Airways, Jet Airways en Inde et Lion Air en Indonésie. En novembre 2016, Aergo possédait une flotte de 30 avions. En novembre 2022, un article de l'Irish Independent a suggéré que la société avait acquis Seraph Aviation, portant sa flotte « à plus de 300 avions ». Le site web de la société liste des avions incluant des ATR 72, Boeing 737, Airbus A320 et Airbus A330.  
La société, dont le siège est à Dublin, a apparemment été impliquée dans une action en justice avec Air Italy à la fin de 2008,.